# Сулейманов Тімур Іграмутдинович
Тімур Іграмутдинович Сулейманов (рос. Тиму́р Играмутди́нович Сулейма́нов, нар. 17 березня 2000, Дербент, Росія) — російський футболіст, нападник клубу «Парі Нижній Новгород».

## Ігрова кар'єра

### Клубна
Тімур Сулейманов народився у місті Дербент та у віці дев'яти років разом з родиною переїхав до Москви. Там він почав займатися футболом в академії клубу «Локомотив». У березні 2018 року футболіст дебютував у молодіжній команді клубу. У складі «Локомотива» Сулейманов брав участь у матчах Юнацької ліги УЄФА.
У сезоні 2018/19 Тімур Сулейманов став кращим бомбардиром молодіжної першості Росії. На професійному рівні футболіст дебютував у складі фарм - клубу «Локомотива» «Казанки» у Другій лізі. Сталося це в липні 2019 року. Вже у серпні того року футболіст вперше вийшов на поле у першій команді «Локомотива» у рамках РПЛ.
У липні 2020 року Сулейманов відправився в оренду у клуб «Парі Нижній Новгород». Через рік, після закінчення терміну оренди нападник підписав з клубом повноцінний контракт.

### Збірна
У 2019 році Тімур Сулейманов провів кілька матчів у складі юнацької та молодіжної збірних Росії.

## Досягнення
Локомотив
 Віце-чемпіон Росії: 2019/20
Нижній Новгород
- Бронзовий призер ФНЛ: 2020/21

Індивідуальні
- Кращий бомбардир молодіжної першості Росії: 2018/19